# Liste von Sehenswürdigkeiten in Schwäbisch Gmünd

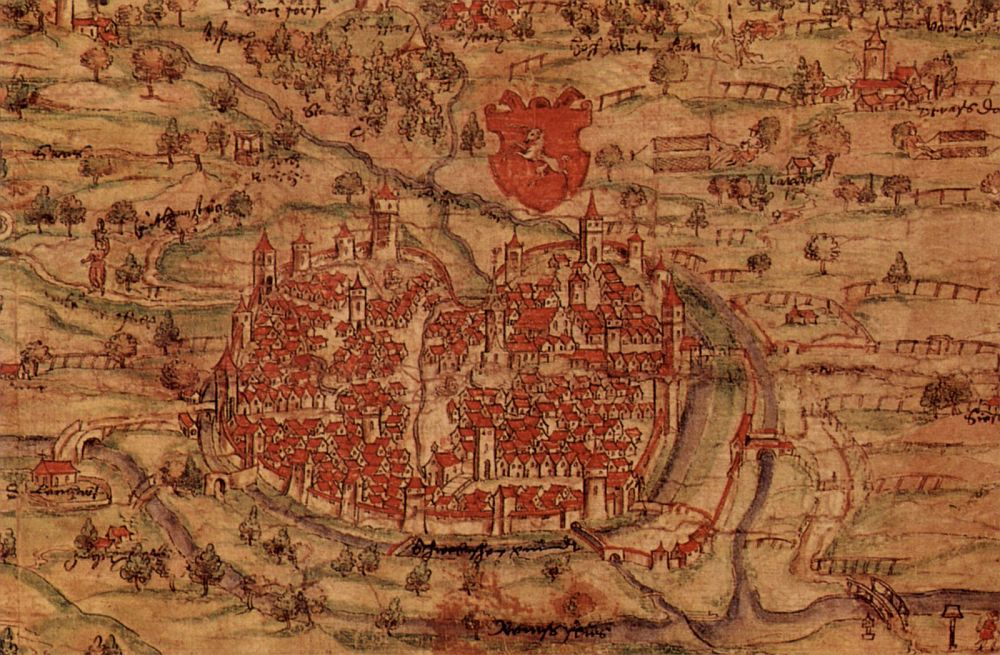
Schwäbisch Gmünd auf der Pirschkarte von Balthasar Riecker, 1572

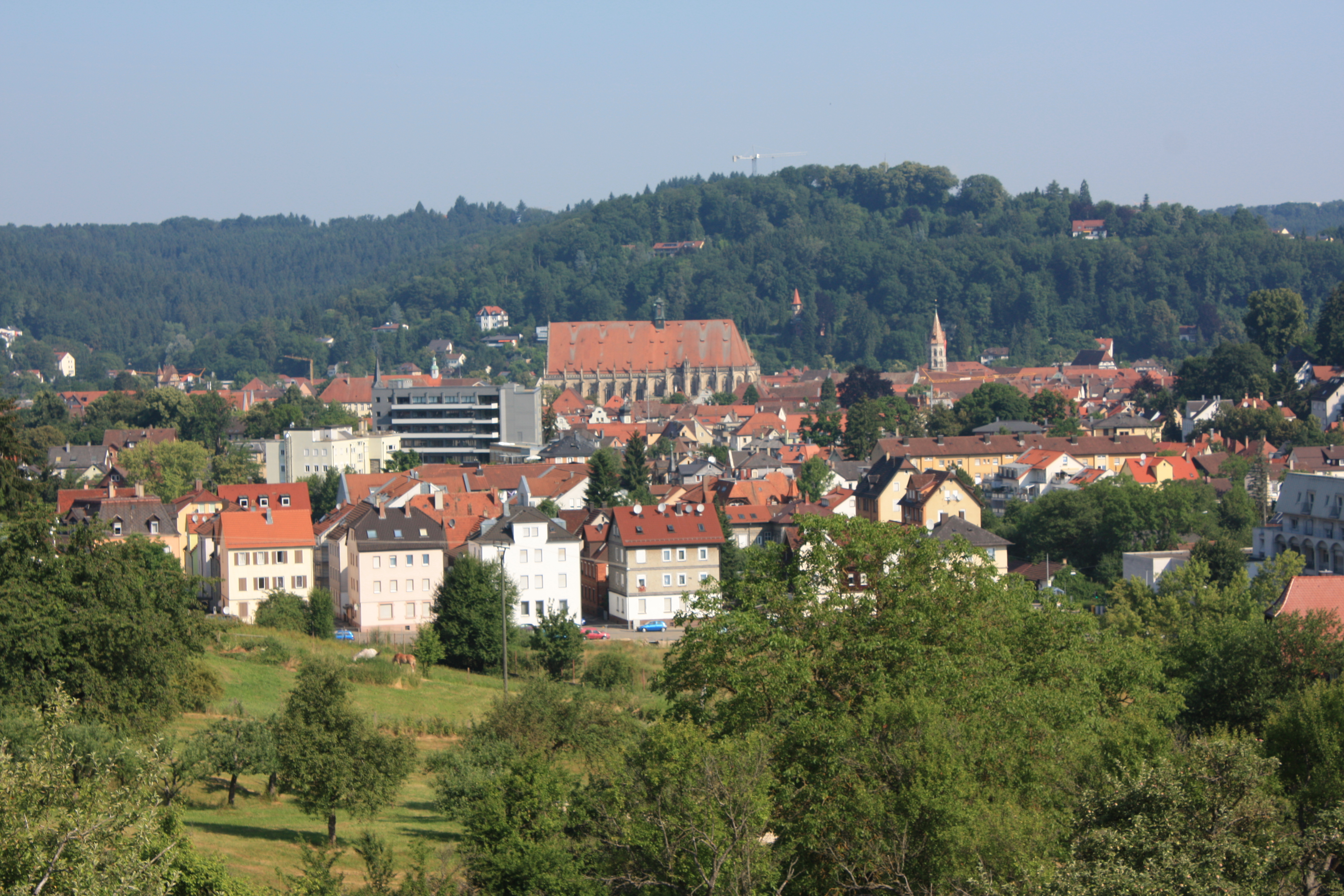
Schwäbisch Gmünd, 2010

Schwäbisch Gmünd ist gewachsen aus dem historischen Stadtkern und mehreren früher selbstständigen Gemeinden. Diese dezentrale Entwicklungsgeschichte hat zur Folge, dass es im heutigen Schwäbisch Gmünd eine Fülle von Sehenswürdigkeiten gibt – nicht nur im Zentrum der Stadt, sondern auch in den Außenbezirken. Diese reichen von den Spuren der Römerzeit bis zur Architektur der Moderne.

Bis weit ins 19. Jahrhundert blieben Parzellen innerhalb des Bereiches der Stadtmauer unbebaut, so dass die historischen Stadtgrenzen erst zu Beginn des 20. Jahrhunderts überschritten wurden. Abgesehen vom Abriss der Stadtmauern und der meisten Türme ab 1830 blieb die historische Bausubstanz größtenteils erhalten. Schwäbisch Gmünd gehört zu den wenigen deutschen Städten, die im Zweiten Weltkrieg keine nennenswerten Zerstörungen erfuhr. Erst die notwendigen Bauaktivitäten und Modernisierungsmaßnahmen ab 1945, etwa aufgrund von Zuzug von Geflüchteten und Vertriebenen, führte zu Verlusten in der Bausubstanz. Die Liste erhebt keinen Anspruch auf Vollständigkeit.

## Weltkulturerbe Römischer Limes
Nördlich der historischen Altstadt verlief der Rätische Limes, der 2005 zum UNESCO-Welterbe ernannt wurde. Mehrere Schautafeln am Limes-Wanderweg geben Zeugnis von der ehemaligen römischen Außengrenze. Sehenswerte Spuren bilden die auf dem heutigen Stadtgebiet entdeckten Kastelle. Einige Straßen wurden bereits zur Römerzeit genutzt. Erste planmäßige Untersuchungen durch die Reichs-Limeskommission ab 1886. Seit Erhebung des Limes zum Weltkulturerbe fanden auch in Schwäbisch Gmünd Arbeiten zur besseren Außendarstellung der archäologischen Stätten statt.
| Lage     | Bezeichnung                   | Beschreibung | Bild |
| -------- | ----------------------------- | --- | ---- |
| Standort | Kastell Schirenhof            | Ehemaliges Kohortenkastell auf Stadtgebiet, auf der Gemarkung Schirenhof. Um 150 n. Chr. errichtet. Bereits im 14. Jahrhundert als „Etzelsburg“ erwähnt. Moderne Grabungen 1886 bis 1888. Restauriertes Kastellbad 1975 der Öffentlichkeit freigegeben. |      |
| Standort | Kleinkastell Kleindeinbach    | Ehemaliges Militärlager bei Kleindeinbach, im Gewand Schlößle, um 164 n. Chr. errichtet. Reste im 19. Jahrhundert abgetragen, erste Untersuchungen von 1888 bis 1892. Nur noch ein leicht verschliffener Schuttwall im Wald erkennbar. |      |
| Standort | Kleinkastell Freimühle        | Ehemaliges Kleinkastell im Waldflur Vogelhau mit angrenzendem Bad, um 164 n. Chr. errichtet. Erst 1901 infolge eines Unwetters entdeckt. Seit 2006 freigelegte Kastellfläche. |      |
| Standort | Kleinkastell Hintere Orthalde | Ehemaliges Kleinkastell bei Herlikofen, teilweise fälschlich als Feldwache bezeichnet. Erst 1931 mit modernen Mitteln untersucht. Nur noch als Schuttwall im Wald erkennbar. |      |
| Standort | Rotenbacher Talgrund          | Talgrund im Bereich zwischen Kleinkastell Kleindeinbach und Kleinkastell Freimühle. Bei Grabungen 1977 und 1983 Entdeckung von Holzpalisaden im Bachgrund, gefällt im Winter 163/164 n. Chr.; Eichenstämme heute noch im Bachbett sichtbar. Der gesamte Talbereich entlang des Waldweges mit Kopien mehrerer römischer Skulpturen und Wegsteine flankiert. Restauriertes Mauerstück des Rätischen Limes.                                  |      |
| Standort | Provinzgrenze                 | Grenze zwischen Germania superior und Raetia, ca. 90 m westlich des Rotenbachs. Hier stoßen Holzwall und Graben des Obergermanischen Limes mit dem Steinwall der Rätischen Grenzmauer zusammen. Nahtstelle zwischen beiden Grenzen durch Erdwall und restauriertem Mauerstück dargestellt. 1895 von Heinrich Steimle das Oberteil eines Altars aus Stubensandstein entdeckt. Eine Kopie des Bruchstückes befindet sich an der Fundstelle. |      |

## Stadtbefestigung

### Innere (staufische) Stadtmauer
Die älteste gesicherte Erwähnung der inneren, staufischen Stadtmauer stammt aus dem Jahr 1291. Die Stadtmauer umfasste eine Fläche von ca. 16 ha und ist in ihrem ringförmigen Verlauf noch heute im Grundriss der Stadt nachvollziehbar, da der alte Mauerverlauf nicht überbaut wurde. Der dazugehörige Graben war noch teilweise im 20. Jahrhundert nachweisbar. Nur noch an wenigen sichtbaren Stellen der Stadt ist die erste Stadtmauer zu erkennen. Sämtliche Tortürme sind abgegangen.
| Lage                                 | Bezeichnung                                                                 | Beschreibung | Bild |
| ------------------------------------ | --------------------------------------------------------------------------- | --- | ---- |
| Standort Augustinerstraße 6          | Stadtmauerreste                                                             | Rückseite zusammen mit Turniergraben; stark verändert. |      |
| Standort Badmauer 6/8                | Stadtmauerreste                                                             | Auf ca. 7 m Länge intakte Innenschale mit breitem Randschlag und Zangenlöchern. Durch modernes Wohnhaus überbaut. Erinnerungstafel an Hausfront. |      |
| Standort Bocksgasse                  | Innerer Bockstorturm, auch als Inneres Utikofer Tor bezeichnet (abgegangen) | Vermutlich an die Südmauer des früheren Gebäudes Bocksgasse 16 angrenzender Torturm bei der Kreuzung Bocksgasse und Turniergraben und vor dem Palais Debler. Um 1760 abgebrochen. |      |
| Standort Franziskanergasse 3         | Stadtmauerreste an Rückseite ehemaliges Franziskanerkloster                 | Zusammen mit Kalter Markt 15 und 13. |      |
| Standort Freudental 26               | Stadtmauerreste                                                             | Am Hotel Pelikan; stark verändert. |      |
| Standort Kalter Markt 13/15          | Stadtmauerreste                                                             | Zusammen mit Rückseite Franziskanergasse 3. |      |
| Standort Kappelgasse                 | Kappeltorturm mit Nikolauskapelle; auch Niklasturm genannt (abgegangen)     | Tor erstmals am 23. Juni 1323 erwähnt. Der Turm besaß im 1. Obergeschoss über der Durchfahrt eine dem Heiligen Nikolaus geweihte Kapelle; Altarweihe für den 25. November 1522 überliefert. Zudem war der Turm mit einer örtlichen Legende um die Gebeine der Heiligen Drei Könige verknüpft. Auf Antrag des Stadtrates 1792 abgebrochen; Steinmaterial angeblich zum Bau der Rems-Wehr verwendet. Eine Tafel an der Außenmauer der Grät soll vom Turm stammen (Bild). Mauerreste bei Grabungen 1924 und 1969 festgestellt. Verlauf der Wehrmauer im Pflasterbelag dargestellt. Moderne Erinnerungstafel. Weitere Stadtmauerreste befinden sich an der nordöstlichen Hauswand von Gebäude Kappelgasse 11 (Remsapotheke – ehemals Gasthaus Schwarzer Ochsen). Durch graue Tür zwischen Kappelgasse 11 und 13 (Kreissparkasse ehemals Gasthaus Weißer Hahn) verdeckt. Etwa 3 m hoch, 3 m breit im Verlauf nach hinten kleiner werdend. |      |
| Standort Radgäßle 8                  | Mauerreste an Südostecke des Schwörhauses.                                  | Breite ca. 1,25–1,3 m, Höhe ca. 3,7 m. |      |
| Standort Rinderbacher Gasse 12       | Garage mit Stadtmauerresten                                                 | Auf ca. 8 m Länge, vier Quaderlagen, ca. 1,5 m hoch. An der südlichen Schmalseite ca. 0,6 m breit und ca. 2,3 m hoch. |      |
| Standort Turniergraben               | Stadtmauerreste                                                             | Auf längerer Strecke mit Rückseite Augustinerstraße 6; stark verändert. |      |
| Standort Waisenhausgasse 3, 9 und 13 | Stadtmauerreste                                                             | Längeres Stück im Haus erhalten, Reste stark verändert. |      |

### Äußere Stadtmauer
Wohl im 14. Jahrhundert errichtet. Die erhaltenen Mauerreste und Türme stammen sämtlich aus dem 15. Jahrhundert. 1353 und 1373 wird die äußere Stadtmauer in Ratsprotokollen erwähnt; auch der Aufstand der Vorstädter 1378 lässt auf eine Existenz einer äußeren Stadtmauer schließen. Hinweise auf den Graben im Westen der Stadt gehen auf das 16. Jahrhundert zurück. Am 17. Februar 1645 stürzte beim Königsturm ein Stück der Stadtmauer auf einer Länge von 200 Schuh ein, wurde aber nach zwei Monaten wieder errichtet.
1819 verlangte das Oberamt vom Magistrat Reparatur oder weitestgehenden Abbruch der Mauer, da diese zunehmend verfiel. Um 1830 wurde unter Stadtschultheiß Georg Mühleisen damit begonnen, die meisten Türme und die Stadtmauer weitestgehend abzutragen.
| Lage                                  | Bezeichnung                               | Beschreibung | Bild |
| ------------------------------------- | ----------------------------------------- | --- | ---- |
| Standort Bahnhofstraße                | Fundamente des Unteren Tores (mit Brücke) | Sichtbare Fundamente des Unteren Tores an der Ufermauer des Waldstetter Baches. Vermutlich aus dem späten 15. oder frühen 16. Jahrhundert. 1811 für 200 fl. an Joseph Kehringer verkauft, der das Tor abbrechen musste. 1998 fand bei Umbaumaßnahmen an der Fünfknopfturmbrücke eine Neuvermessung statt. Die noch erhaltenen Substruktionen sind unzugänglich. Seit dem Umbau zur Landesgartenschau 2014 sind wieder weitere Teile der Anlage sichtbar und zugänglich.                                        |      |
| Standort Honiggasse 1 und 3           | Stadtmauerreste                           | An den Faulturm anschließend auf gesamter Hauslänge 16 bzw. 24 m lang, begehbar, Mauerstärke ca. 1,65 m. Schießscharte. |      |
| Standort Honiggasse 5/I               | Faulturm; auch Hahnenturm                 | Schalenturm mit Buckelquadern und Stadtmauerrest an der Westseite. Drittelwalmdach mit Rauchlöchern. Mauerturm des 15. Jahrhunderts, genaue Datierung nicht mehr möglich, nachdem der Turm 1968 vollständig ausbrannte. Häufiger Namenswechsel in der Vergangenheit: Bichelensthurm (1656), Pflaumen- oder Faulenthurm (1823), Hahnenturm. Im Inneren Indizien für eine ehemalige Türmerwohnung. Heute Nutzung durch Pfadfinder.                                                                               |      |
| Standort Honiggasse 31–47             | Stadtmauer                                | Stadtmauer auf ganzer Länge mit Fenster- bzw. Zinneneinschnittöffnungen und Schießscharten. Prellholz auf 1544 datiert. |      |
| Standort Königsturmstraße 17          | Königsturm                                | Siebengeschossiger, halbrunder Schalenturm aus dem 14./15. Jahrhundert. Mit 40 m Höhe und einem Durchmesser von 9,9 × 10,3 m nimmt er eine Sonderstellung unter den Türmen ein. Eines der markantesten Wahrzeichen der Stadt. Instandsetzung 1975/76 durch den Verein Alt-Gmünd, der auch eine neue Treppe und Zwischenböden einzog, um den Turm für die Öffentlichkeit zugänglich zu machen. Stiftung eines neuen Glöckchens durch eine ortsansässige Firma. Regelmäßig am Tag des offenen Denkmals begehbar. |      |
| Standort Ledergasse 54                | Stadtmauerreste                           | Reste der Zwingermauer mit einigen Stützkeilen, ca. 40 m lang. |      |
| Standort Robert-von-Ostertag-Straße 5 | Fünfknopfturm                             | Auch als Knöpflesturm bezeichnet. Durch seine markanten drei Dacherker auf Walmdach eines der beliebtesten Motive und bedeutendes Wahrzeichen der Stadt. Bis 2003 bewohnt. Der Turm markierte die westliche Altstadt am Waldstetter Bach. Bedeutende Renovierungen 1933 und 1960/70 sowie zuletzt 2013/2014 zur Landesgartenschau. 1967 wurde ein neues Glöckchen eingesetzt. |      |
| Standort Turmgasse 9                  | Wasserturm                                | Viergeschossiger Schalenturm mit Pyramidendach und Kugelaufsatz. Deckenbalken datiert vom Winter 1399/1400, Boden- und Deckenbalken in der Turmstube Winter 1408/09. Nur geringe Veränderungen im 19. Jahrhundert, Innenrenovation in den 1970er Jahren. |      |
| Standort Turmgasse 17                 | Rinderbacher Torturm                      | An der südöstlichen Altstadtgrenze stehender, viergeschossiger 35,5 m hoher Schalenturm mit Pyramidendach, 1401 erstmals erwähnt. Noch bis ins 20. Jahrhundert mit sichtbaren Einschusslöchern aus dem Schmalkaldischen Krieg 1546. Spitzbogiger Tordurchgang; an der Außenseite mit 1802 teilzerstörten Wappen der Stadt und Heiliges Römisches Reich. |      |
| Standort Turmgasse 19–23              | Stadtmauerstück                           | In Anschluss an den Rinderbacher Torturm; geflicktes Stück mit Überdachung. An Außenseite Stein mit Datierung „1685 DEN 17.SEPT.“. |      |
| Standort Vordere Schmiedgasse 51      | Schmiedtorturm (auch Schmiedturm)         | Schlanker Schalentorturm am Ende der beiden Schmiedgassen mit Pyramidendach, Uhren und Glockendachreiter. Bereits 1385 und 1405 als Leonhardstor erwähnt. Torwarthäuschen 1983–1985 abgebrochen und ursprüngliche Durchfahrt wiederhergestellt, historisch wichtige Altersspuren zerstört. Große und kleine Glocke von 1784 (Dinkelsbühl) wahrscheinlich 1942 abgenommen. |      |

## Sakralbauten
Die zahlreichen Kirchen, Klöster und Kapellen brachten der katholischen Reichsstadt schon früher den Ruf eines „schwäbischen Nazareth“ ein. Die Johanniskirche aus dem 13. Jahrhundert ist mit der Gründungssage der Stadt eng verknüpft. Bekannt ist das von den Parlern erbaute Heilig-Kreuz-Münster. Zahlreiche Kirchengebäude wurden nach der Besitzergreifung durch Württemberg 1802 abgetragen, die Klöster aufgelöst. Auch heute noch prägen die Sakralbauten das Bild der Altstadt, in den äußeren Stadtbezirken teilweise moderne Kirchenbauten der Nachkriegszeit.
Das Gebäude der 1926 in einem ehemaligen Hintergebäude einer Gold- und Silberwarenfabrik errichteten Synagoge wurde 1938 verwüstet und 1954 für den Neubau der Kreissparkasse abgebrochen.
Neubau einer größeren Moschee mit Gemeindezentrum für die islamische Gemeinde in der Becherlehenstraße.
Die Sakralbauten der Stadtteile werden dort behandelt.
| Lage                                | Bezeichnung                                  | Beschreibung | Bild |
| ----------------------------------- | -------------------------------------------- | --- | ---- |
| Standort Aalener Straße 2           | St. Leonhard                                 | 1345 erstmals erwähnte Friedhofskapelle des Leonhardsfriedhof vor dem Schmiedturm. 1354 Stiftung einer Messe, Chor datiert auf 1340/41, Kirche damit kurz vor der Grundsteinlegung des Chores des Gmünder Münsters fertiggestellt. Reparatur des Türmchens 1713, 1776 bis 1779 durch Johann Michael Keller der Jüngere umgestaltet. Sakristeianbau 1779, Mesnerhaus 1782 errichtet. Hochaltar von 1717 von Bildhauer Johannes Felderer und Maler Hans Georg Heberle, Fresken von 1776 von Joseph Wannenmacher unter Mithilfe seines Sohnes Franz Joseph. |      |
| Standort Aalener Straße 4           | Herrgottsruhkapelle                          | Bemerkenswerter Vertreter der deutschen Renaissance in Formen der „Nachgotik“, 1622 durch Kirchenmeister Caspar II Vogt neu erbaut. Kirchweihe 1623 durch den Augsburger Weihbischof Petrus Wall. Östlich der Leonhardskirche gelegene Andachtskapelle mit achteckigem Chorgehäuse. Mehrfach Anbauten und Reparaturen. 1839 an den Kaufmann Albert Deibele verkauft, ab 1924 nach Renovierungen von 1894 bis 1898 wieder in kirchlichem Besitz, 1978 durch Schenkung an den Arbeitskreis Alt-Gmünd, der die Kapelle 1983 außen und 1988–1990 innen renovierte. |      |
| Standort Augustinerstraße 4         | Augustinuskirche                             | Vermutlich um 1432 errichteter, ursprünglich spätgotischer Chorneubau eines älteren Vorgängers als Klosterkirche des Gmünder Augustinerklosters. 1680 weiterer Umbau, ab 1756 barockisierung in der heutigen Gestalt. 1803 Aufhebung des Klosters und Umwandlung der Kirche zunächst in eine protestantische Garnisonskirche, seit 1817 evangelische Stadtpfarrkirche, die 1934 in Augustinuskirche umbenannt wird. Bekannt durch die Deckenfresken von Johann Anwander mit Darstellungen des Lebens des Heiligen Augustinus. Glocken von 1790 und 1952. |      |
| Standort Augustinerstraße 6         | Augustinerkloster                            | Ehemaliges Kloster des Augustiner-Eremitenordens am heutigen Münsterplatz in direkter Nachbarschaft zum Heilig-Kreuz-Münster. Erster gesicherter Nachweis der Anwesenheit der Augustinermönche in der Stadt in einer Urkunde von 1285. 1288 wird ein Neubau urkundlich erwähnt. Ursprünglich ein mittelalterlicher Fachwerkbau (1535 nahm Karl V. im Kloster Quartier), wurde das Kloster von 1738 bis 1747 unter Baumeister Christian Wiedemann barockisiert. Kloster 1803 aufgehoben, beherbergte zunächst die Oberamtei und später das Landratsamt. Heute Finanzamt. |      |
| Standort Dominikus-Debler-Straße 49 | Dreifaltigkeitskapelle                       | Kapelle im Gewann Schapplachhalde, ca. 1,4 km südwestlich der Altstadtgrenze. Nach dem Gmünder Chronisten Dominikus Debler 1693 erbaut, allerdings ohne zeitgenössische Belege. Urkundlich erstmals 1800 erwähnt. Über beiden Türstürzen die Jahreszahl 1759. Renovierungen 1826, 1873, 1893, 1905, 1953 und 1986/87. Tafelbild um 1800 mit der Gründungslegende („Anno 1693 hat Abraham Frantz und seine liebe Ehefrau Ursula zu Ehren der allerh. Dreifaltigkeit diese Kapelle wegen einer wunderbaren Begebenheit hieher machen lassen.“). Das 1905 von Friedrich Britsch gefertigte Altarkreuz wurde Anfang September 2011 aus der Kapelle gestohlen. Jährlich Dreifaltigkeitsfest an der Kapelle. |      |
| Standort Eutighofer Straße 51       | St. Michael                                  | Katholische Pfarrkirche Weststadt, 1968 von Peter Schenk an einem Bergsporn am Schirenhof erbaut. Gilt als typischer Vertreter des Betonbrutalismus. Seit 2018 ist sie eine Simultankirche. |      |
| Standort Franziskanergasse 5        | St. Franziskus                               | Barocke katholische Pfarrkirche des Franziskanerklosters, bis 1908 dem Heiligen Ludwig geweiht, dann dem Franz von Assisi. Romanischer Bau aus dem 13. Jahrhundert, später dem Stil der Gotik angepasst, vor 1723 barockisiert. Hochaltar von 1751; Decken- und Wandfresken von Joseph Wannenmacher 1752. Kloster und Kirche 1809 aufgehoben. 1908 zur zweiten katholischen Kirche der Innenstadt ernannt (Franziskusgemeinde). Glocken aus der Zeit um 1300 und 1686 sowie zwei Glocken von 1949. |      |
| Standort Franziskanergasse 3        | Franziskaner                                 | Vermutlich vor 1250 errichtetes Kloster des Franziskanerordens, 1281 urkundlich erwähnt. Teilweise Renovierungen im 16. und 17. Jahrhundert. Brand 1689, 1718 Grundsteinlegung eines Neubaus. 1822 verlassen die letzten Ordensmänner das Kloster, 1825 Umwandlung in ein katholisches Lehrerseminar. 1872 bis 1874 Aufstockung des Konventgebäude und Einrichtung eines Musiksaals im Ostflügel. 1974 bis 1985 Umbau zum heutigen katholischem Gemeindezentrum. |      |
| Standort Herlikofer Straße          | Kloster Gotteszell                           | Ehemaliges Dominikanerinnenkloster, 1246 erstmals urkundlich erwähnt. Wiederholt schwer beschädigt: 1449 im Städtekrieg, im Bauernkrieg 1525 und schließlich 1546. 1803 wurde das Kloster aufgehoben, der Konvent musste 1808 das Kloster verlassen. Anschließend Umwidmung als Gefängnis und Bau einer Gefängnismauer, ab 1871 ausschließlich für Frauen. 1933 bis 1934 als erstes Frauenkonzentrationslager in Württemberg. Heutige Nutzung als Justizvollzugsanstalt für Frauen. |      |
| Standort Herlikofer Straße          | Mariä Verkündigung                           | Ursprünglich gotische Klosterkirche des ehemaligen Dominikanerinnenkloster Gotteszell, 1259 erstmals urkundlich erwähnt. Schwere Beschädigungen 1289, 1449, 1525 und 1546. Umfangreiche Neu- und Umbauten 1559/51, barockisierung in der Mitte des 18. Jahrhunderts. Ab 1825 mit großen Veränderungen in der Bausubstanz, bei Umwandlung in einen Gefängniszweckbau. |      |
| Standort Johannisplatz 1            | Johanniskirche                               | Spätestens im frühen 12. Jahrhundert erbaute Kirche des heiligen Johannes, 1297 erstmals zweifelsfrei erwähnt. Die auf zwei Vorgängerbauten errichtete Kirche ist eines der wichtigsten Wahrzeichen der Stauferstadt und mit der Stadtgründungssage um Agnes von Hohenstaufen verknüpft. Im 15. Jahrhundert gotische Umbauten, 1746 barockisierter Innenbereich mit aufwendigen Stuckarbeiten. Die Krämerläden zwischen den Streben des gotischen Chores wurden 1846 abgebrochen. 1869 bis 1880 reromanisiert, Restaurierung des Einsturz gefährdeten Turmes von 1950 bis 1969. Weitere Restaurierung der Kirche von 1972 bis 1976 und seit 2008. Romanische Pfeilermadonna als bekannte Ausstattung. Turm seit 2006 für die Öffentlichkeit zugänglich gemacht. |      |
| Standort Johannisplatz              | St. Veit mit Friedhof                        | Kaum erforschte, abgegangene Kapelle nördlich der Johanniskirche und im dortigen Friedhof gelegen. Erstmals 1387 als sant Vit urkundlich erwähnt. 1803 abgebrochen, um Platz für den Exerzierplatz der Kaserne zu schaffen. Oberflächige Freilegung ohne Plangrabung 1972, anschließend wieder zugeschüttet. Grundriss im Pflaster des Johannisplatzes eingearbeitet, aber durch modernen Wasserspielplatz teilweise überbaut. |      |
| Standort Johannisplatz 3            | Prediger                                     | Ehemaliges Kloster der Dominikanermönche mit Klosterkirche St. Maria Magdalena, dessen Gmünder Konvent 1294 in den Ordensverband aufgenommen wurde. 1356 Fertigstellung eines gotischen Kirchenneubaus. Grablege mehrerer Herren von Rechberg. Ab 1724 Beginn eines Klosterneubaus, der dann von 1762 bis 1764 unter Johann Michael Keller dem Jüngeren barockisiert wurde. Deckengemälde der Klosterkirche von Johann Anwander. 1802 Aufhebung des Klosters und Nutzung als Kaserne, die Klosterkirche wird zum Pferdestall umfunktioniert. Nach Fertigstellung der Bismarckkaserne übernimmt 1919 die Stadt den Gebäudekomplex und lässt Notwohnungen einrichten. Ab 1938 NS-Dienststellen. In der Nachkriegszeit zunächst mit Flüchtlingen belegt, sollte der Bau abgerissen werden. Ab 1965 Umbau zum 1973 eingeweihten Kulturzentrum Prediger. Weitere Änderungen und Sanierungen in den Folgejahren. Beherbergt unter anderem das Städtische Museum.                                                                    |      |
| Standort Josefstraße 4              | St. Josefskapelle                            | Ursprünglich als Maria-Josef-Kapelle gestifteter Bau in der südwestlichen Altstadt beim Josefsbach, konnte sich der Name in der Bevölkerung nie durchsetzen. Rohbau möglicherweise 1677 vollendet, regelmäßige Messe durch Augustiner ab 1675. Abgewandelte Nachbildung der Herrgottsruhkapelle. An der Ostseite mit Bild „Flucht nach Ägypten“, 1986 in Kopie von Max Bader nach altem Original erstellt. 1698 Hauptweihe der Altäre. Turmreparaturen 1706, 1726/27, 1773 und 1787. Widerstand in der Bevölkerung verhindert den Abriss 1824. Ab 1866 Instandsetzung der Kapelle, 1898 Gründung eines Instandsetzungsfonds. Abbruch des Mesnerhauses 1903. Dreiteiliger Altar von 1678, Steinrelief Marientod von 1518 (angeblich aus Dominikanerkirche) und Josefstod von 1709. |      |
| Standort Katharinenstraße 4         | Synagoge                                     | Betsaal für die israelische Gemeinde, 1926 in einem vormaligen, 1897 gebauten Fabrikgebäude eingerichtet. Einbau einer Wohnung im Dachgeschoss 1934. Während der Reichspogromnacht 1938 verwüstet, 1939 an die Kreissparkasse verkauft, die den Bau für die Erweiterung ihres Bankgebäudes abbrechen ließ. Seit 29. November 1979 Gedenktafel in der Eingangshalle der Kreissparkasse und seit dem Jahr 2015 erinnert zudem ein in der Nähe errichtetes Denkmal in Treppenform (Bild) an die Synagoge und die Reichspogromnacht. |      |
| Standort Kiesäcker 10               | St. Pius X.                                  | 1964 bis 1967 von Münsterarchitekt Albert Hänle für den nordöstlichen Stadtteil errichteter katholischer Kirchenbau an der Remsbahn. Glas-Stahl-Schieferdachbau in Archenform. |      |
| Standort Klösterlestraße 20         | Klösterle                                    | Stiftung des heutigen Klösterles 1445 durch die Gmünder Witwe Anna Hammerstätter. Gesichertes Franziskaner-Tertianerinnenkloster ab 1476, das zu Wohlstand gelangt. Umbau des Gebäudes ab 1658. Hauseigene Kapelle mit stadtseitigen Eingang ab 1701. 1765 Grundsteinlegung eines Klosterneubaus Klosterkirche unter dem Baumeister Johann Michael Keller. Schließung des Klosters 1803, Umwandlung zur Mädchenschule. Ab 1820 vollständig in städtischem Besitz, 1909 Umgestaltung zu einem reinen Schulzweckbau, der heute die Klösterle-Grundschule und die Gmünder Volkshochschule beherbergt. |      |
| Standort Marktplatz 37              | Spital zum Heiligen Geist                    | 1269 Gründung des Spitals, 1364 Übergang an die Stadt Schwäbisch Gmünd. Spitalmühle vor 1373, Spitalsamtshaus 1434 errichtet. Durch seinen Einfluss wurde das Spital der größte Grundbesitzer im Gmünder Raum, der in der Lage war, sich selber zu versorgen. 1841 Abbruch der Spitalkirche, 1951 folgt die Spitalscheuer, was das Ende des letzten innerstädtischen Bauernhofes bedeutet. 1954 Eröffnung eines Krankenhausneubaus. 1984 Schließung des zu diesem Zeitpunkt älteste noch bestehende Krankenhaus. Umbau 1989 bis 1992. Der Komplex beherbergt heute u. a. die Stadtbibliothek und ein Seniorenzentrum. Die mittelalterliche Uhrenstube wird zur städtischen Repräsentation, aber auch für Eheschließungen genutzt. |      |
| Standort Münsterplatz 1             | Heilig-Kreuz-Münster                         | Eines der bedeutendsten Wahrzeichen und beherrschendes Element der Altstadt ist die ab 1330 anstelle eines etwa 200 Jahre älteren Vorgängerbaus errichtete Stadtpfarrkirche der Münster-Pfarrei Heilig-Kreuz. Gotische Hallenkirche, mit Dachreiter 52 m hoch, 78 m lang und im Schiff 24 m, im Chor 28 m breit. Wechsel im Patrozinium zwischen Unserer Lieben Frau und Heilig Kreuz. Kunsthistorisch bedeutsames Werk der Baumeisterfamilie Parler mit mindestens zwei romanischen Vorgängerbauten. 1497 Einsturz der beiden Chorflankentürme, die nicht wieder errichtet werden. Von 1504 bis 1521 Einwölbung des Langhauses. 1726 Erhebung der Kirche zur Stifts- und Kollegialkirche, 1926 schließlich zum Münster. Der Innenraum wird von 22 Säulen getragen; reichhaltig gestaltetes Gewölbe. Zahlreiche Altäre und Figuren von kunsthistorischer Bedeutung. Der Münsterschatz ist einer der ganz wenigen großen und am Ort erhaltenen Kirchenschätze im südwestdeutschen Raum und daher von überregionaler Bedeutung. |      |
| Standort Münsterplatz               | St. Michael mit Friedhof                     | Abgegangene Friedhofskapelle des Heilig-Kreuz-Münsters unbekannten Gründungsjahres, 1517 erwähnt. 1807 abgebrochen, ebenso die sieben Fuß hohe Friedhofsmauer. Der Münsterfriedhof aufgelöst, eiserne Grabkreuze wurden verkauft, einzelne Grabsteine ins Münster verbracht. Die Gesamtfläche der Kapelle betrug 5,5 × 7,5 m; Umrisse der Kapelle im Anschluss an den Ausgrabungen 1993 ins Kopfsteinpflaster des Münsterplatzes eingearbeitet. |      |
| Standort Münsterplatz 4             | Glockenturm                                  | Romanisches Gebäude in der Nachbarschaft des Münsters, um 1228 als Wohnturm errichtet. 1490 und 1502 bis 1505 zum Glockenturm des Münsters ausgebaut und Einfügen des Glockenstuhls, als freistehender Kirchturm im schwäbischen Raum einzigartig. Umfangreiche Sanierung durch die Münsterbauhütte von 2007 bis 2009. Alle vier Glocken stammen aus den eingestürzten Münstertürmen. |      |
| Standort Peter-und-Paul-Straße 19   | St. Peter und Paul                           | Erster Nachkriegskirchenbau von Schwäbisch Gmünd, 1958 von Albert Hänle auf dem Hardt errichtet (Katholische Pfarrkirche Hardt). Steht auf einem aufgefüllten Steinbruch; durch 4–7 m tiefe Stahlbetonpfähle gesichert. Geschwungene Decke als Hängedach. In dieser Konstruktion wohl der erste Kirchenbau in Baden-Württemberg. |      |
| Standort St. Katharina              | St. Katharina                                | Ehemalige Siechenspitalkapelle St. Katharina außerhalb der Altstadt mit Spitalpfründhaus (Bild), Armenhaus und Hofmeistereigebäude, Gründung vermutlich in der Frühzeit der Stadt „extra muros“ für die Aussätzigen, den sogenannten Feldsiechen. Katharinenkapelle vermutlich romanischen Ursprungs, ca. 1. Viertel des 13. Jahrhunderts. 1341 erste urkundliche Erwähnung. Barocke Umformung von 1749 bis 1757, u. a. Bau der trapezförmigen Sakristei. 1772 Ausbesserung des Turms. 1804 Einstellung des Gottesdienstes, Scheuer 1822 abgebrannt. Deckenfresken von Joseph Wannenmacher 1753, beachtenswerte Stuckdekorationen. |      |
| Standort St. Salvator 3             | St. Salvator, Felsenkapelle                  | |      |
| Standort St. Salvator               | St. Salvator, Kreuzweg                       | |      |
| Standort St. Salvator               | St. Salvator, Ecce-Homo-Kapelle              | |      |
| Standort St. Salvator               | St. Salvator, Heiliggrab- und Muschelkapelle | |      |
| Standort Wildeck 4 und 6            | St. Loreto                                   | Auf dem Gelände des 1810 abgebrochenen Kapuzinerklosters St. Ulrich (Grundsteinlegung 1652), heutiges Institut für Soziale Berufe. An Westseite Kapellenflügel mit fast quadratischem Grundriss, 1863/64 errichtet, grundlegende Veränderungen 1934, 1965 und 1977. |      |

## Profanbauten (Auswahl)

### Historische Altstadt
Die historische Altstadt umfasst das Areal, das innerhalb der damaligen Stadtmauer lag. Es wird im Norden durch die Remsstraße, im Osten durch die Baldungsstraße, im Südosten durch Königsturmstraße, Gemeindehausstraße, Untere und Obere Zeiselbergstraße, im Süden durch den Sebaldplatz und im Westen durch den Waldstetter Bach begrenzt.
Die Altstadt wird seit 7. Dezember 1983 als Gesamtanlage nach § 19 des Denkmalschutzgesetzes geführt.
| Lage                           | Bezeichnung                     | Beschreibung | Bild |
| ------------------------------ | ------------------------------- | --- | ---- |
| Standort Augustinerstraße 2    | Augustinerstraße 1              | Zweigeschossiges Fachwerkhaus mit zum Münsterplatz ausgerichtetem Giebel. Fachwerk vermutlich frühes 15. Jahrhundert, 1974/75 freigelegt. Gebäude gehörte im 18. Jahrhundert der Familie Frankenstein, im 19. Jahrhundert den Glas- und Steinschneidern Obrist. Erdgeschoss beherbergt heute einen Lebensmittelladen. |      |
| Standort Augustinerstraße 3    | Stadtarchiv                     | Freistehendes, zweigeschossiges Fachwerkhaus, 1578 errichtet. Ehemalige städtische Lateinschule, seit 1803 Stadtschreiberei, von 1832 bis 1881 evangelische Volksschule. 1891 umbau zum Evangelischen Vereinshaus, 1918 Mädchen-Realschule. Seit 1939 Stadtarchiv. Renovierungen 1950 bis 1962, 1981 und ab 1994. Grundstein von 1578 im Städtischen Museum. |      |
| Standort Baldungsstraße 5      | Silberwarenfabrik Hermann Bauer | 1873 für die 1863 in Pforzheim gegründete Präge-Anstalt Bauer errichtetes Fabrikgebäude. 1901 Fabrikanbau erweitert, 1906 durch die Stuttgarter Architekten Hennings und Schweitzer umgebaut und erweitert. Zwischenbau 1917 von Wilhelm Herkommer erneuert. Heute Hermann Bauer GmbH & Co. KG Silberwarenmanufaktur. |      |
| Standort Bocksgasse 7          | Schwarzer Adler                 | Dreigeschossiges Giebelhaus, durchgehend bis Buhlgässle mit mittelalterlicher Substanz, Gebäude häufig umgebaut: 1771, 1900, 1936, 1953, 1959/60, 1966 und 1977. Ehemalige Wirtschaft Schwarzer Adler, zeitweilig Alte Post. Bis 1616 im Besitz der Degenfeld. |      |
| Standort Bocksgasse 11         | Bürgermeister-Storr-Haus        | Patrizierhaus des Bürgermeisters Storr, vermutlich Ende 16. Jahrhundert und älter. Stuckreliefdecke im 2. Obergeschoss wird Dominikus Zimmermann zugeschrieben. Umbauten 1862, 1922 und 1953 (auf dem Foto, das rote Haus links im Bild). |      |
| Standort Bocksgasse 14         | Café am Palais                  | Dreigeschossiges Eckhaus an Badmauer mit Sichtfachwerk aus dem 18. Jahrhundert. Umbauten 1834, 1872, 1892 und 1939. 1969/70 Arkadeneinbau für das damalige Café Greiner. |      |
| Standort Bocksgasse 15         | Goldener Adler                  | Ehemaliges Wirtshaus zum Goldenen Adler, dreigeschossiger verputzter Fachwerkbau. 1392/93 durch Zusammenbau zweier älterer Häuser entstanden. Mehrmals größere Umbauten (1887, 1935, 1979). Fensterband mit Holzreliefs von Jakob Wilhelm Fehrle 1935 verkleidet. Fenster mit Glasmalereien von Georg Schmetzer und Firma Zettler, München. Wirthausemblem des Adlers von 1935. |      |
| Standort Imhofstraße           | Imhof/Judenhof                  | Wahrscheinlich ehemaliges jüdisches Viertel innerhalb der staufischen Stadtbefestigung. Heute zeugen davon unter anderem das sogenannte Judenhaus (Imhofstraße 9) oder das sogenannte Judenbad (Imhofstraße 17), ein ehemaliges Ackerbürgerhaus. Daneben bestehen eine Reihe alter Bürgerhäuser mit Rokokoelementen, die die Bommasschen Bürgerhäuser Die Katz und Das Kätzle sowie das Händlerhaus Patritz Franz. |      |
| Standort Kornhausstraße 14     | Kornhaus                        | Das auf das Jahr 1507 datierte Fachwerkhaus, diente als Korn- und Nahrungsspeicher und sollte die gesetzlich geregelten Vorräte der Reichsstadt sichern. Im 19. Jahrhundert wurden die Stadtwaage und das Eichamt der Stadt dort eingerichtet. 1919 folgten Wohnungen. 1973, 1974 Restaurierung und Umbau zu einem Bürogebäude der Stadtverwaltung. Heute befinden sich neben der Stadtverwaltung, private Büros sowie der örtliche Kunstverein im Kornhaus. |      |
| Standort Marktplatz 1          | Rathaus                         | Barockes Bauwerk am Marktplatz der Stadt. Entstand aus dem Umbau eines 1760 errichteten Patrizierhauses und ersetzte das Alte Rathaus, das als großer Fachwerkbau bis 1793 auf dem Marktplatz stand. 1783 von der Stadt erworben und umgebaut, dient es seit 1785 als Rathaus bis heute der örtlichen Stadtverwaltung. Glockenspiel mit stündlich wechselnder Melodie. |      |
| Standort Marktplatz 7          | Grät                            | Die Grät ist ein Fachwerkhaus am Marktplatz, das ehemals die Funktion eines Kaufhauses sowie städtische Verwaltungsfunktionen erfüllte und heute durch Gastronomie und als Büroräume genutzt wird. Eine erste Erwähnung des Gebäudes fand 1386 statt. An der Fassade befindet sich seit 1863 das spätgotische Dreikönigsrelief. Es stammt von um 1500 und zeigt die Heiligen drei Könige und war ursprünglich wohl am Kappelturm (von Kapellturm) angebracht. Es soll daran erinnern, dass die Gebeine der Heiligen drei Könige, bei ihrer Überführung von Mailand nach Köln, eine Nacht in der Stadt gelagert haben. |      |
| Standort Marktplatz 11         | Haus Ignaz Mohr                 | Das, den oberen Marktplatz prägende Haus Ignaz Mohr (früher Haus Stahl, umgangssprachlich Mohrennaze) wurde für den Patrizier Franz Achillis Stahl beziehungsweise seinen Sohn Franz Georg Stahl erbaut. Es ist ein Barockhaus mit Rokokoelementen. Im Mai 2004 wurde das Haus bei einem Brand in Mitleidenschaft gezogen. Bis 2009 erfolgte dann die Sanierung des Komplexes. |      |
| Standort Marktplatz 16         | Alte Post                       | Die Alte Post (oder Haus Köhler) ist ein 1780 für Johann Debler durch den Stadtbaumeister Johann Michael Keller erbautes Haus am Marktplatz. Zwischenzeitlich war es Postamt, bevor er 1892 durch Paul Köhler gekauft wurde. Es in Wechselwirkung zur Post (Marktplatz 20). |      |
| Standort Marktplatz 20         | Post                            | Ein 1753 für den Patrizier Franz Achillis Stahl (später Edler von Pfeilhalde), durch den Stadtbaumeister Johann Michael Keller erbautes Haus am Marktplatz. Hier logierten 1792 Johann Wolfgang von Goethe und Erzherzog Carl, 1813 König Friedrich von Württemberg und 1814 Ludwig Uhland. Bis 1830, dann wieder ab 1875 auch Post. 1888 neubarocke Erweiterung nach Osten. 1960er Jahre folgte postgelber Anstrich, in den 2000er Jahren dann die Restaurierung. Die Räumlichkeiten der Post wurden durch ein Modehaus übernommen. |      |
| Standort Marktplatz 25         | Mohrenapotheke                  | Die Bauzeit der Mohrenapotheke ist unbekannt. 1763 wurde das Haus im Auftrag von Franz Achilles von Stahl, durch den Stadtbaumeister Johann Michael Keller zu einer Apotheke umgebaut. Die Bemalung wurde von Joseph Wannenmacher ausgeführt. In den 30er oder 40er Jahren des 20. Jahrhunderts ging die Bemalung verloren, sie wurde 1953 getreu der Wannenmacher‘schen Bemalung wiederhergestellt. |      |
| Standort Marktplatz 31         | Drei Mohren                     | Das Haus Drei Mohren (zeitweilig Deutsches Haus) ist 1340 erbaut. 1603 unter Johann Eustach von Westernach, bis 1657 war es im Besitz des Deutschorden, der Kommende Kapfenburg. Die Ost und Südfassade stammt aus dem 17. Jahrhundert. Später diente es als Wirtshaus mit Brauerei. Diese wurde 1865 umgebaut. 1920 folgte ein Dachausbau, 1928 wurde das Erdgeschoss umgestaltet. Der 1967 fast vollständig ausgewechselte Torbogen, zeigt das Wappen von Erzherzog Karl von Österreich. |      |
| Standort Münstergasse 2        | Fuggerei                        | Die Ursprünge des Gebäudes reichen in das 13. Jahrhundert zurück, die heutigen Ausmaße wurden im 14. Jahrhundert erreicht. 1601 bis 1616 war das Haus im Besitz der Fugger. 1636 soll das Haus Kaiser Ferdinand als Quartier gedient haben. Ab 1692 ist der Hausname urkundlich festgehalten. Nach dem Dreißigjährigen Krieg diente das Haus als Waffenfabrik, Haus für gefallene Mädchen und Waisenhaus, dann ab 1823 als Gefängnis, bevor es im Dritten Reich an die Organisation Kraft durch Freude überging. Nach dem Krieg Nutzung als Wohn- und Lagerhaus. Nach Sanierung 1979/1980 kam es zur Eröffnung des Restaurants Zur Fuggerei. 1985 brannte die Fuggerei ab, 1986 wurde sie wieder eröffnet.                                                             |      |
| standort Münsterplatz 7        | Kapitelshaus                    | Das Kapitelshaus (auch Kapitelhaus) ist ein Bauwerk des Rokoko am Münsterplatz, das von 1765 bis 1803 das Kapitel des Gmünder Kollegiatstiftes beherbergte. Als Baumeister wurde der Gmünder Stadtbaumeister Johann Michal Keller beauftragt. Das Kapitelshaus wird als Musterbau eines Gmünder Rokokohaus bezeichnete. Der Gewölbekeller stammt vom Vorgängerbau aus der Renaissance. Nach der Auflösung des Stiftes wurde das Haus zunächst als Wohnraum und Kanzlei der Katholischen Kirchenpflege genutzt, heute dient es als Haus für die Münstergemeinde mit Jugendräumen sowie dem Kirchlichen Archiv. Im ersten Stock befindet sich der Kapitelsaal mit Rocaillestuck von Lauretin Hieber, einem Schrank sowie einem Tafelbild, beide aus dem 17. Jahrhundert. |      |
| Standort Radgäßle 6            | Schwörhaus/Schmalzgrube         | Die Schmalzgrube oder Schwörhaus (vom seit 1343 belegten Schwörtag abgeleitet, bei dem die Bürgerschaft einen Eid auf den Bürgermeister ablegen musste.) ist eines der wenigen erhaltenen Renaissancebauwerke der Stadt. 1380 erwarb das Kloster Königsbronn das Areal. 1589 brannte der ehemalige Königsbronner Hof ab und wurde 1591 durch das heute bestehende Bauwerk ersetzt. Später diente das Gebäude dem angrenzenden Gmünder Franziskanerkloster als Lateinschule. Nach der Säkularisation folgte vielfältige Nutzung als Lagerhaus, Gefängnis, Feuerwehrhaus, Synagoge sowie als Räumlichkeit für diverse Schulen. Heute beherbergt das Gebäude die städtische Musikschule.                                                                                  |      |
| Standort Rinderbacher Gasse 8a | Rechbergsche Scheuer            | Die Rechbergsche Scheuer ist ein Fachwerkhaus aus dem frühen 16. Jahrhundert. Es wurde als Nebengebäude des Rechbergschen Hauses errichtet, einem Patrizierhaus, das als Witwensitz der Rechberger diente und das 1857 für die Erweiterung einer Silberfabrik abgebrochen wurde. Ab dem 19. Jahrhundert bis 1998 wurde das Fachwerkhaus als Büro- und Lagergebäude einer Silberwarenfabrik genutzt. Nach ungewisser Zukunft und erwogenem Abriss, wird das Haus seit 2016 umfangreich saniert. |      |

### Außerhalb der Altstadt
| Lage                             | Bezeichnung                                               | Beschreibung | Bild |
| -------------------------------- | --------------------------------------------------------- | --- | ---- |
| Standort Am Stadtgarten 1        | Stahlsches Schlösschen (Rokokoschlösschen)                | 1780 nach Plänen des Gmünder Stadtbaumeisters Johann Michael Keller im Auftrag des Stadtpatriziers Stahl, im Stil des Rokokos erbaut. In der Zeit häufigen Besitzerwechsels, spätestens unter Hauberschem Besitz ab 1885 wurde das Gebäude gastronomischer Nutzung zugeführt. 1926 sowie 1956 bis 1958 kam es zu umfangreicheren Instandsetzungsmaßnahmen. Auch heute dient das Schlösschen gastronomischer Nutzung. |      |
| Standort Bahnhofsvorplatz        | Bahnhof Schwäbisch Gmünd                                  | Der Bahnhof Schwäbisch Gmünd wurde 1861 eröffnet, liegt nordwestlich des Stadtzentrums von Schwäbisch Gmünd an der Remsbahn. Georg von Morloks Bau folgt der neoklassizistischen Bahnhofsarchitektur früherer württembergischer Vorbilder und besaß die für Morlok typischen Merkmale wie der die Mitte betonende Glockenaufsatz und die Pilaster zwischen den Rundbögen im Erdgeschoss. |      |
| Standort Bahnhofsstraße 2        | Torwachthäuschen                                          | Das Torwachthäuschen von 1728/1729 wurde anstelle eines Vorgängerbaus errichtet. Der spätklassizistische, eingeschossige Bau verfügt über einen vierteiligen Säulenportikus mit dorischen Säulen und eine Abbildung des Gmünder Stadtwappens im Giebel. |      |
| Standort Lessingstraße 7         | Alte PH                                                   | Die Alte PH ist ein repräsentativer Bau der Neorenaissance mit Stilelementen des Jugendstils und des Barocks, der zwischen 1902 und 1905 errichtet wurde. Das Gebäude gilt als wichtigster und nunmehr einziger verbliebener Vertreter des Schulseminarbaus in Württemberg und beherbergt Teile der Pädagogischen Hochschule Schwäbisch Gmünd sowie Einrichtungen der Polizei. |      |
| Standort Nepperberg;2            | Höhlen am Nepperberg                                      | Es handelt sich um ein Ensemble von sechs künstlich in Stubensandstein geschaffen Felsenhöhlen. Ihre Entstehungsgeschichte und Entstehungszeit ist ungeklärt. Spekulationen reichen in die Römerzeit und darüber hinaus. Es wird davon ausgegangen, dass sie ebenfalls, wie die Felsenkapelle des benachbarten St. Salvator als Andachtsstelle oder Wohnhöhle genutzt wurden. Sie befinden sich auf Privatgrund und sind nur an wenigen Tagen im Jahr zugänglich. |      |
| Standort Rektor-Klaus-Straße 100 | Elsaesserbau der HfG                                      | Als Lehr- und Museumsgebäude vom Architekt Martin Elsaesser errichteter Bau. Für die Innenausstattung des Juli 1909 eingeweihten Baus wurde vor allem durch Franz Mutzenbecher, Jakob Brüllmann sowie Jakob Wilhelm Fehrle besorgt. Mehrere Ausbaustufen wurden von Elsaesser zwischen 1923 und 1954 verwirklicht, den Entwurf zur erfolgte Aufstockung lieferte er kurz vor seinem Tod, die Umsetzung erlebte er nicht mehr. 1968 ging der Museumflügel an die Hochschule über. Von 2010 bis 2014 wurde das Hauptgebäude der Hochschule für Gestaltung Schwäbisch Gmünd (HfG Gmünd) umfassend saniert. |      |
| Standort Straßdorfer Straße 25   | Haltepunkt Schwäbisch Gmünd Süd (Südbahnhof)              | Der Südbahnhof wurde unter Baurat Korherr als Personenbahnhof der Hohenstaufenbahn unter Ausschluss von Güterverkehr konzipiert, wobei er auf eine hohe Personenzahl ausgelegt wurde, um die Pendler der Gmünder Silberwarenfabriken aufnehmen zu können. Er wurde 1909 mit einem eingeschossigen Verwaltungsgebäude sowie mit einem im Osten angebauten, zweigeschossigen Dienstwohnungsbau fertiggestellt. Nach der Stilllegung der Strecke 1984 wurde der Südbahnhof 1989 restauriert und seitdem durch einen gleichnamigen Gastronomiebetrieb genutzt. |      |
| Standort Universitätspark        | Universitätspark Schwäbisch Gmünd (ehm. Bismarck-Kaserne) | Der Universitätspark entstand als Bismarckkaserne zwischen 1911 und 1914 für das 10. Württembergische Infanterie-Regiment Nr. 180 und wurde 1934 bis 1937 deutlich erweitert. Er übersteht sowohl den Ersten als auch den Zweiten Weltkrieg unbeschadet und wird deshalb zunächst für die Unterbringung von Vertriebenen verwendet, bevor 1951 die United States Army die weiter als solche benannte Bismarckkaserne in Nutzung nahm. 1991 zogen die US-amerikanischen Truppen ab. Von 1992 bis 2002 wurde es hauptsächlich durch ein University of Maryland College genutzt; dieser Nutzung verdankt das Areal die aktuelle Bezeichnung Universitätspark. Seit 2004 ist dort das Landesgymnasium für Hochbegabte Schwäbisch Gmünd des Landes Baden-Württemberg beheimatet. |      |

## Stadtteile

### Bargau
1326 erstmals urkundlich erwähnt mit der Veste Bargau, einer Burg südlich von Bargau auf einem Vorsprung des Scheuelberges. Über die Herren von Rechberg und Rothenlöwen und die Ritter von Urbach sowie die Herrschaft Weißenstein gelangte der Ort 1544 an die Reichsstadt Gmünd. Diese unterhielt in Bargau eine Vogtei mit Sitz auf der Burg. 1746 wurde Bargau der Vogtei Bettringen zugeordnet. 1802 württembergisch und 1803 dem neu gegründeten Oberamt Gmünd angegliedert. Am 1. Januar 1971 erfolgte die Eingemeindung nach Schwäbisch Gmünd.
| Lage                   | Bezeichnung   | Beschreibung | Bild |
| ---------------------- | ------------- | --- | ---- |
| Standort Steigstraße 6 | Jakobuskirche | katholische Kirche St. Jakobus der Ältere, erbaut 1911 von Ulrich Pohlhammer, im neuromanischen Stil unter Einbeziehung einer Sakramentsnische der alten Kirche aus dem 15. Jahrhundert. |      |

### Bettringen
Ursprünglich zwei Ortschaften, Ober- und Unterbettringen. 1218 erstmals urkundlich erwähnt. Ein Ortsadel, die Herren von Bettringen, und das Kloster Lorch hatte dort Besitzungen. Seit dem 15. Jahrhundert gehörte der Ort zur Reichsstadt Gmünd. Gmünd erhob Oberbettringen zum Amtsort. Nach dem Übergang Gmünds an Württemberg 1802 wurde Oberbettringen eine selbständige Gemeinde innerhalb des Oberamts Gmünd, der auch Unterbettringen als Ortsteil angehörte. 1934 beschloss der Gemeinderat die Umbenennung der Gemeinde in Bettringen. Am 1. April 1959 erfolgte die Eingemeindung nach Schwäbisch Gmünd.
| Lage                             | Bezeichnung                 | Beschreibung | Bild |
| -------------------------------- | --------------------------- | --- | ---- |
| Standort Hornbergstraße 43       | Auferstehung-Christi-Kirche | Katholische Filialkirche der Kirchengemeinde St. Cyriakus. Kirche ohne Glockenturm, erbaut 1974.                                   |      |
| Standort Kirchgasse 6            | St. Cyriakus                | Katholische in Oberbettringen, erbaut 1813. Vorgängerkirche wurde bereits 1397 erwähnt.                                            |      |
| Standort Peter-und-Paul-Straße 1 | Friedenskirche              | Evangelische Kirche Oberbettringen/Hardt, erbaut 1961.                                                                             |      |
| Standort Ottilienweg 34          | Ottilienkirche              | Ehemalige Wallfahrtskirche St. Ottilia in Unterbettringen, romanische Kirche (1358) mit gotischem Gewölbe und Schiff von 1757.     |      |
| Standort Breslauer Straße 35     | Versöhnungskirche           | Evangelische Kirche in Unterbettringen (Lindenfeld), erbaut 1968                                                                   |      |
| Standort Lindenhofstraße         | Felixkapelle                | Katholische Kapelle St. Felix von Cantalice nahe der Stiftung Haus Lindenhof, daher auch Lindenhofkapelle genannt. 1713 errichtet. |      |

### Degenfeld
Entstand noch vor 1200 zu Füßen einer Burg der Grafen von Degenfeld. Erstmals urkundlich erwähnt 1281. Die Herren von Degenfeld beherrschten die Hälfte des Ortes, die andere unterstand der Herrschaft Rechbergs; die Grenze beider Herrschaftsbereiche verlief längs der Lauter. Wegen Streitigkeiten verkaufte Christoph von Degenfeld 1597 seine Hälfte an Herzog Friedrich von Württemberg, der den Ort dem Klosteramt zuteilte und reformierte. Zwischen 1791 und 1806 wurde der rechbergische Teil Degenfelds gemeinsam mit Württemberg verwaltet, bevor der Ort 1806 ganz zu Württemberg gehörte und 1809 eine Gemeinde im württembergischen Oberamt Gmünd wurde. Am 1. Januar 1971 erfolgte die Eingemeindung nach Schwäbisch Gmünd.
| Lage                      | Bezeichnung                   | Beschreibung | Bild |
| ------------------------- | ----------------------------- | --- | ---- |
| Standort Winterhalde 19   | Evangelische Kirche           | Ehemals katholische Kirche St. Sebastian und Walburga, erbaut im 12. Jahrhundert. Heute auch als Dorfkirche Degenfeld bezeichnet. Das Schiff wurde später verlängert, der Turmoberbau stammt aus dem 16./17. Jahrhundert. Romanischer Chorturm. |      |
| Standort Filstalstraße 17 | Mariä Namen und St. Sebastian | Katholische Filialkirche, erbaut 1935. Als Grundstein wurde ein Stein der 1806 abgebrochenen Bernhardus-Wallfahrtskirche verwendet. |      |

### Großdeinbach
1271 und 1275 urkundlich als Tainbuch oder Tainbuoch erwähnt. Im Laufe der Zeit entstanden die Siedlungen Kleindeinbach, Hangendeinbach, Wustenriet, Radelstetten, Waldau und Haselbach-Söldhaus; sie gehörten überwiegend zum Kloster Lorch. Auch die Reichsstadt Gmünd und die Herren von Rechberg hatten dort Güter. 1803 kam der Ort zu Württemberg und 1807 zum Oberamt Welzheim. 1810 wurde die Gemeinde Großdeinbach im Oberamt Gmünd gebildet, zu der die Orte Groß-, Klein- und Hangendeinbach, Wustenriet, Waldau, Haselbach-Söldhaus, Pfersbach, Lenglingen, Radelstetten, Schnellhöfle, Beutenhof, Sachsenhof, Ziegerhof und Wetzgau gehörten. Wetzgau wurde 1938 nach Schwäbisch Gmünd umgemeindet. Bei der jüngsten Gebietsreform kam Pfersbach zur Nachbargemeinde Mutlangen, Lenglingen zur Stadt Göppingen und Schnellhöfe mit Beutenhof zur Stadt Lorch. Am 1. März 1972 erfolgte die Eingemeindung nach Schwäbisch Gmünd.
| Lage                               | Bezeichnung         | Beschreibung | Bild |
| ---------------------------------- | ------------------- | --- | ---- |
| Standort Kleindeinbacher Straße 11 | Evangelische Kirche | Erbaut 1899–1900 von Heinrich Dolmetsch. Eine Kapelle wurde bereits 1496 erbaut, 1671 abgebrochen, dann aber wieder aufgebaut. |      |
| Standort Rübezwahlweg 16           | Christus König      | Katholische Kirche, erbaut 1964.                                                                                               |      |

### Herlikofen
1225 als Herlekoven erstmals erwähnt. Westlich des Ortes stand die staufische Burg Herlikofen, von der nur Wall- und Grabenreste erhalten sind. Schon früh gehörte der Ort zur Reichsstadt Gmünd und war der Vogtei Iggingen unterstellt. 1802 kam Herlikofen zu Württemberg und blieb zunächst noch bei Iggingen, bevor es 1820 unter Einbeziehung von Hussenhofen zur Gemeinde innerhalb des Oberamts Gmünd erhoben wurde. 1938 kam der Wohnplatz Zimmern der Gemeinde Oberböbingen zum Ort. Am 1. Januar 1969 erfolgte die Eingemeindung nach Schwäbisch Gmünd, wobei Hussenhofen mit Zimmern als eigenständiger Stadtteil abgetrennt wurde.
| Lage                          | Bezeichnung | Beschreibung | Bild |
| ----------------------------- | ----------- | --- | ---- |
| Standort Brainkofer Straße 22 | St. Alban   | Erbaut 1835 im neuromanischen Stil, 1840 von Bischof Johann Baptist Keller geweiht. Die Vorgängerkirche, eine Kapelle, stammte aus der Mitte des 15. Jahrhunderts. |      |

### HussenhofenmitZimmern
1250 erstmals als Huzzenhovin erwähnt, als ein Gmünder Bürger seinen Besitz an das Kloster Gotteszell verkaufte. Schon bald gehörte der Ort zur Reichsstadt und kam mit dieser 1802 zu Württemberg. Er gehörte mit dem Mutterort Herlikofen zunächst zur Bürgermeisterei Iggingen und wurde um 1820 Teil der selbständigen Gemeinde Herlikofen innerhalb des Oberamts Gmünd. Zimmern wurde schon im Jahr 839 erstmals urkundlich erwähnt und gehörte bis 1938 zur Nachbargemeinde Oberböbingen. Am 1. Januar 1969 erfolgte die Eingemeindung nach Schwäbisch Gmünd, wobei Hussenhofen mit Zimmern und Hirschmühle als eigenständiger Stadtteil von Herlikofen abgetrennt wurde.
| Lage                            | Bezeichnung          | Beschreibung | Bild |
| ------------------------------- | -------------------- | --- | ---- |
| Standort Burgholz               | St. Nemesius         | Kapelle von 1660/1661, Vorgängerbau von vor 1349. Spätgotische Figuren aus dem Umfeld der Ulmer Schule. |      |
| Standort Hauptstraße 69         | Johanneskirche       | 1913 durch den Stuttgarter Architekten August Koch als katholische Kirche St. Leonhard erbaut, Ausmalung 1919 durch Georg Baur. 1969 Verkauf der Kirche an die Evangelische Kirchengemeinde Oberböbingen, 2017 wurde die Kirche erste eigene Kirche der koptischen Christen in Baden-Württemberg. |      |
| Standort Rupert-Mayer-Straße 22 | St. Leonhard         | 1963 bis 1967 errichtete katholische Pfarrkirche mit Grundriss eines unregelmäßigen Sechsecks. |      |
| Standort Zum Böckelsberg 6      | St. Johannes Baptist | Kapelle am nordwestlichen Dorfrand von Zimmern, Gottesdienstraum vermutlich aus dem 14. Jahrhundert, das Dachwerk und das Glockentürmchen datieren aus dem Jahr 1411. Bemalung des Getäfers und der Empore stammt aus dem Jahr 1727. 1936 wurde die Kapelle restauriert, Malarbeiten durch Kirchenmaler Alois Schenk. Im Barockaltar befinden sich eine spätgotische Madonna mit Kind sowie jeweils eine 80 cm große Figur des Kapellenpatrons Johannes der Täufer und der Heiligen Barbara. |      |

### Lindach
1328 erstmals erwähnt. Teile des Ortes standen schon früh unter württembergischer Herrschaft, aber auch die Herren von Rechberg hatten Besitz im Ort, den sie später an die Schenken von Limpurg verkauften. Die Ortsherrschaft wechselte mehrmals, Württemberg war als Lehnsherr stets daran beteiligt. Seit 1579 evangelisch. Ab 1751 gehörte Lindach zum Kammergut Württemberg und wurde dem Amt Heubach angegliedert. Nach dessen Auflösung kam es zum Oberamt Gmünd. Am 1. Juli 1971 erfolgte die Eingemeindung nach Schwäbisch Gmünd.
| Lage                          | Bezeichnung                     | Beschreibung | Bild |
| ----------------------------- | ------------------------------- | --- | ---- |
| Standort Paul-Gerhardt-Weg 12 | Evangelische St. Nikolauskirche | 1356 als Kapelle St. Nikolaus erwähnt, Bau vermutlich älter. 1524 Anbau eines gotischen Turms. Renovierungen 1970/71 und 1982.                                                                                             |      |
| Standort Iltisfeld 8          | Heilig-Geist-Kirche             | Moderner Bau für die Katholische Kirchengemeinde. 1971 durch den Stuttgarter Architekten Hans- Georg Reuter geplant und am 5. Dezember 1971 geweiht. Orgel 1987 geweiht.                                                   |      |
| Standort Schloss Lindach 1    | Schloss Lindach                 | Als Turm 1410 und 1443 erwähnt. 1515 von den Schenken von Limpurg an Hans Diemar verkauft, 1577 an Württemberg. Parkanlage mit Kieferbeständen, die von einer Tochter des bulgarischen Zaren aus Heimweh gepflanzt wurden. |      |

### Rechberg
1179 erstmals erwähnt. Die Herren von Rechberg konnten sich im Laufe der Zeit ein kleines Herrschaftsgebiet erwerben, das Geschlecht teilte sich aber in mehrere Linien auf. 1607 in den Grafenstand erhoben. 1802 kam die Herrschaft an Württemberg. Der Hauptort Rechberg zusammen mit einigen zugehörigen kleinen Weilern wurde 1808 eine Gemeinde im Oberamt Gmünd. Am 1. Januar 1975 erfolgte die Eingemeindung nach Schwäbisch Gmünd.
| Lage                    | Bezeichnung         | Beschreibung | Bild |
| ----------------------- | ------------------- | --- | ---- |
| Standort Kirchbergweg 1 | St. Maria           | Wallfahrtskirche Hohen-Rechberg, 1686 bis 1688 durch den Baumeister Valerian Brenner erbaut. Turm von 1774.                                                       |      |
| Standort Hohenrechberg  | Kreuzweg            | Kreuzwegstationen von der Burgruine bis zur Wallfahrtskirche, 1891 errichtet und geweiht.                                                                         |      |
| Standort Hohenrechberg  | Kriegerdenkmal      | 1923 auf dem höchsten Punkt (708,1 m ü. NHN) des Rechbergs errichtet. Daneben Rechberger Totenglocke, 1919 in Bochum gegossen.                                    |      |
| Standort Schlossberg 1  | Ruine Hohenrechberg | Staufische Burg, 1179 zum urkundlich erwähnt. Stammburg der Grafen von Rechberg. Durch ein von einem Blitzschlag ausgelöstes Feuer wurde die Burg 1865 zur Ruine. |      |

### Rehnenhof-Wetzgau
Wetzgau wurde 1266 erstmals erwähnt. Der Ort gehörte den Herren von Rechberg, die aber weite Teile ihrer Herrschaft veräußerten. 1424 gehörte die Hälfte des großen Zehnten im Ort einem Gmünder Bürger. Ulrich von Rechberg verkaufte 1445 weitere Rechte in Wetzgau. Die Dorfordnung von 1553 bestätigt das Kondominat der drei Herrschaften Rechberg, Kloster Lorch und Reichsstadt Schwäbisch Gmünd. 1552 trat Hans Wolf von Rechberg und Rothenlöwen die letzten Rechbergischen Rechte an das Spital in Gmünd ab. Am 1. April 1938 wurde Wetzgau nach Schwäbisch Gmünd eingemeindet.
| Lage                              | Bezeichnung          | Beschreibung | Bild |
| --------------------------------- | -------------------- | --- | ---- |
| Standort Wetzgau Mitte 24         | St. Coloman          | Katholische Pfarrkirche im alten Dorfkern. 1447 nach Zerstörung der Vorgängerkirche von 1382 neu erbaut; ältere Teile noch sichtbar.                                                                                                |      |
| Standort An der oberen Halde      | Martin-Luther-Kirche | Evangelische Kirche, 1953 errichtet. |      |
| Standort Karlsbader Straße        | Maria-Königin-Kirche | Pfarrkirche der katholischen Kirchengemeinde St. Maria Wetzgau-Rehnenhof, 1960 erbaut. 200. Nachkriegskirche der Diözese Rottenburg-Stuttgart.                                                                                      |      |
| Standort Rehnenhof                | Rehnenhofkapelle     | Feldkapelle zur Heiligen Dreifaltigkeit und Schmerzhaften Muttergottes beim Gehöft Rehnenhof. Gestiftet und erbaut 1801 von den Eheleuten Johann Georg und Katharina Abele als Gelöbnis aus Angst einer grassierenden Klauenseuche. |      |
| Standort Willy-Schenk-Straße 9–13 | Haus Schönblick      | Christliches Erholungsheim Schönblick, 1915/16 im klassizistischen Stil erbaut. |      |

### Straßdorf
1269 als Strasdorf erstmals erwähnt. Der Ort hatte bis 1803 einen rechbergischen und einen Gmünder Schultheißen. 1803 kam der gmündische Teil an Württemberg, der rechbergische Teil folgte 1806. 1809 wurden beide Teile als Gemeinde Straßdorf dem Oberamt Gmünd zugeordnet. Am 30. März 1972 erfolgte die Eingemeindung nach Schwäbisch Gmünd.
| Lage                             | Bezeichnung        | Beschreibung | Bild |
| -------------------------------- | ------------------ | --- | ---- |
| Standort Pfarrer-Weser-Straße 24 | Alt-St. Cyriak     | Ehemalige katholische Pfarrkirche und heutige Friedhofskirche, 1269 erwähnt. Romanische Turmchoranlage mit späteren Veränderungen. Die Kirche wurde Anfang des 20. Jahrhunderts zu klein, worauf der Neubau Neu-St. Cyriak erfolgte. Ein 1913 geplanter Abriss konnte verhindert werden. |      |
| Standort Donzdorfer Straße 19    | Neu-St. Cyriak     | Katholische Pfarrkirche, 1913 bis 1915 als Ersatz für Alt-St.Cyriak in moderner Kunstrichtung durch Hans Herkommer erbaut. |      |
| Standort Kapellenweg 2           | Marienkapelle      | Erbaut 1718/19 als Neubau an gleicher Stelle einer älteren Kapelle. Hieß bis 1775 Wendelinskapelle und war diesem Heiligen geweiht. Seitdem „ad S. Mariam“. Ursprünglich freistehend bis auf das 1718 abgebrochene Kapellenhäusle.                                                       |      |
| Standort Straßdorf               | Wege zur Kunst     | Skulpturenpfad Schwäbisch Gmünd–Straßdorf, 2002 eingerichtet. Skulpturen u. a. von Jakob Wilhelm Fehrle, Eckhart Dietz, Max Seiz oder Fritz Nuss. |      |
| Standort Schönbronn 5            | Kapelle Schönbronn | Kleine neuromanische Kapelle im Quaderbau, 1893 im Weiler Schönbronn errichtet und 1895 geweiht. |      |

### Weiler in den Bergen
1345 als Wiler erstmals erwähnt. Eine spätere Bezeichnung war Im Größeren Weiler. Der Ort gehörte teils zu Rechberg, teils zur Reichsstadt Gmünd. 1587 verkauften die Rechberger ihren Teil an die Reichsstadt, die fortan die Alleinherrschaft hatte. 1802 kam Weiler mit Gmünd zu Württemberg. Zunächst noch von Bettringen aus verwaltet, wurde er 1807 in Weiler in den Bergen umbenannt, das 1819 eine Gemeinde innerhalb des Oberamts Gmünd wurde. Am 1. Januar 1971 erfolgte die Eingemeindung nach Schwäbisch Gmünd.
| Lage                            | Bezeichnung | Beschreibung | Bild |
| ------------------------------- | ----------- | --- | ---- |
| Standort Pfarrer-Haug-Straße 18 | St. Michael | Katholische Pfarrkirche, 1408 erwähnt. Ursprünglich romanisch, mit mehreren Veränderungen. Nach Kriegsschäden 1946 vergrößert. |      |

## Museen
- Museum im Prediger
- Ott-Pausersche Fabrik
- Brünner Heimatmuseum

## Kunst im öffentlichen Raum
- Skulpturenpfad Schwäbisch Gmünd
- Wege zur Kunst, Straßdorf